# IX Międzynarodowy Konkurs Pianistyczny im. Fryderyka Chopina
IX Międzynarodowy Konkurs Pianistyczny im. Fryderyka Chopina (również IX Konkurs Chopinowski) – 9. edycja Międzynarodowego Konkursu Pianistycznego im. Fryderyka Chopina, która rozpoczęła się 6 października 1975 w Warszawie. Organizatorem konkursu było Towarzystwo im. Fryderyka Chopina.  

## Charakterystyka konkursu
Wzięło w nim udział 84 pianistów z 22 krajów (w tym sześcioro Polaków: Anna Jastrzębska, Hanna Jaszyk, Joanna Kurpiewska, Katarzyna Popowa-Zydroń, Elżbieta Tarnawska i Krystian Zimerman, którzy zostali wyłonieni w wyniku przeprowadzonych eliminacji). Ogólnopolskie eliminacje odbyły się w dniach 9–17 lutego 1975 w Warszawie. Z 15 kandydatów – drogą czteroetapowych przesłuchań, jedenastoosobowe jury pod przewodnictwem Kazimierza Sikorskiego wyłoniło sześciu pianistów, którzy reprezentowali Polskę w konkursie głównym. 
W konkursie mogli uczestniczyć pianiści w przedziale wieku 17–30 lat. Najmłodszym uczestnikiem okazał się siedemnastoletni Brazylijczyk André Boainain, a najstarszym blisko trzydziestoletni Gerald Robbins ze Stanów Zjednoczonych. W historii Konkursu Chopinowskiego wystąpił po raz pierwszy czarnoskóry pianista, reprezentant Trynidadu i Tobago, Donald Ryan.
Konkurs odbył się w dniach 6–29 października 1975. Składał się z trzech etapów oraz finału. Zwyciężył Polak Krystian Zimerman, grając na fortepianie marki Steinway, uczeń jednego z jurorów, Andrzeja Jasińskiego, będąc trzecim w historii Polakiem, który zwyciężył w tym konkursie, otrzymując poza nagrodą główną w wysokości 60 000 zł, również wszystkie nagrody specjalne. Został również jednym z najmłodszych w jego historii zwycięzców (18 lat). Ponadto otrzymał także nagrodę im. Zbigniewa Drzewieckiego za najlepsze wykonanie sonaty, ustanowioną przez uczniów profesora, laureatów Konkursów Chopinowskich. Po zakończeniu konkursu jego zwycięzca powiedział, m.in:

W najśmielszych marzeniach nie przewidywałem aż tak wysokiego wyróżnienia. Tę radość i satysfakcję zawdzięczam przede wszystkim memu profesorowi – Andrzejowi Jasińskiemu, pod którego opieką pozostaję od szóstego roku życia. Po konkursie będę mógł więcej czasu poświęcić kompozytorom, których gram ze szczególną przyjemnością – Bachowi, Beethovenowi, Rachmaninowi, Czajkowskiemu. Poza tym, za najważniejszą w tej chwili sprawę uważam naukę. Przyjęto mnie bezpośrednio po ukończeniu liceum na II rok studiów w katowickiej PWSM, co zobowiązuje do podwójnego wysiłku.

Pianiści mieli do wyboru cztery fortepiany następujących marek: Bechstein, Bösendorfer oraz Steinway (2 instrumenty).
Od tego konkursu utrwaliła się tradycja wykonywania w rocznicę śmierci Fryderyka Chopina – 17 października – Requiem, Wolfganga Amadeusa Mozarta w kościele Świętego Krzyża, gdzie spoczywa serce Chopina. Utwór ten zabrzmiał bowiem w czasie uroczystości pogrzebowych kompozytora w kościele św. Magdaleny w Paryżu w 1849.
Na IX Konkursie Chopinowskim, laureatom trzech pierwszych miejsc wręczono po raz pierwszy medale (poza nagrodami finansowymi). Medale te według projektu Józefa Markiewicza zostały wybite przez Mennicę Państwową.
Niespodzianką było niezakwalifikowanie się do finału, uważanych przez publiczność za jednych z faworytów, Amerykanina Williama Wolframa czy Kanadyjczyka Johna Hendricksona. Warto dodać, że Elżbieta Tarnawska mimo kwalifikacji nie wyszła na scenę, rezygnując z finałowego występu.
Podczas trwania konkursu otwarto wystawę okolicznościową pt. Portrety Fryderyka Chopina. Warto dodać, że z okazji IX Konkursu Chopinowskiego, Poczta Polska wydała 7 października znaczek pocztowy o nominale 1,50 zł; projektu Stefana Małeckiego, przedstawiający podobiznę Fryderyka Chopina wg litografii Godefroya Engelmanna.

## Kalendarium
| Kalendarz konkursu    |      |      |      |      |       |       |       |       |       |       |       |       |       |       |       |       |       |       |       |       |       |       |       |       |
| Faza konkursu         | Data | Data | Data | Data | Data  | Data  | Data  | Data  | Data  | Data  | Data  | Data  | Data  | Data  | Data  | Data  | Data  | Data  | Data  | Data  | Data  | Data  | Data  | Data  |
| Faza konkursu         | 6.10 | 7.10 | 8.10 | 9.10 | 10.10 | 11.10 | 12.10 | 13.10 | 14.10 | 15.10 | 16.10 | 17.10 | 18.10 | 19.10 | 20.10 | 21.10 | 22.10 | 23.10 | 24.10 | 25.10 | 26.10 | 27.10 | 28.10 | 29.10 |
| Koncert inauguracyjny |      |      |      |      |       |       |       |       |       |       |       |       |       |       |       |       |       |       |       |       |       |       |       |       |
| I etap                |      |      |      |      |       |       |       |       |       |       |       |       |       |       |       |       |       |       |       |       |       |       |       |       |
| II etap               |      |      |      |      |       |       |       |       |       |       |       |       |       |       |       |       |       |       |       |       |       |       |       |       |
| III etap              |      |      |      |      |       |       |       |       |       |       |       |       |       |       |       |       |       |       |       |       |       |       |       |       |
| Finał                 |      |      |      |      |       |       |       |       |       |       |       |       |       |       |       |       |       |       |       |       |       |       |       |       |
| Koncert laureatów     |      |      |      |      |       |       |       |       |       |       |       |       |       |       |       |       |       |       |       |       |       |       |       |       |

## Jury
Do konkursowego przebiegu przesłuchań oraz podziału nagród powołano jury, w następującym składzie:
| Skład jury |                           |                   |                         |
| Lp.        | Juror                     | Kraj              | Funkcja                 |
| 1.         | Kazimierz Sikorski        | Polska            | przewodniczący jury     |
| 2.         | Eugene List               | Stany Zjednoczone | wiceprzewodniczący jury |
| 3.         | Jewgienij Malinin         | ZSRR              | wiceprzewodniczący jury |
| 4.         | István Antal              | Węgry             | członek jury            |
| 5.         | Olga Iliwicka-Dąbrowska   | Polska            | członek jury            |
| 6.         | Anton Dikow               | Bułgaria          | członek jury            |
| 7.         | Jan Ekier                 | Polska            | członek jury            |
| 8.         | Orazio Frugoni            | Włochy            | członek jury            |
| 9.         | Gheorghe Halmos           | Rumunia           | członek jury            |
| 10.        | Ludwig Hoffmann           | RFN               | członek jury            |
| 11.        | Akiko Iguchi              | Japonia           | członek jury            |
| 12.        | Andrzej Jasiński          | Polska            | członek jury            |
| 13.        | Alexander Jenner          | Austria           | członek jury            |
| 14.        | Louis Kentner             | Wielka Brytania   | członek jury            |
| 15.        | Witold Małcużyński        | Polska            | członek jury            |
| 16.        | André-François Marescotti | Szwajcaria        | członek jury            |
| 17.        | Federico Mompou           | Hiszpania         | członek jury            |
| 18.        | František Rauch           | Czechosłowacja    | członek jury            |
| 19.        | Bernard Ringeissen        | Francja           | członek jury            |
| 20.        | Zbigniew Szymonowicz      | Polska            | członek jury            |
| 21.        | Zbigniew Śliwiński        | Polska            | członek jury            |
| 22.        | Amadeus Webersinke        | NRD               | członek jury            |
| 23.        | Tadeusz Żmudziński        | Polska            | członek jury            |

### System oceny pianistów
Jury oceniało sztukę interpretacyjną każdego z uczestników przy pomocy punktów od 1 do 25. Ocenę: (średnią arytmetyczną) uzyskano dzieląc sumę wszystkich ocen uczestnika przez liczbę głosujących. Wyniki II etapu uzyskiwano na podstawie sumy średnich arytmetycznych ocen uzyskanych przez uczestników w I i II etapie, zaś wyniki III etapu na podstawie średnich uzyskanych w I, II i III etapie. Po zakończeniu przesłuchań i dokonaniu obliczeń dyrektor konkursu podał do wiadomości jury wyniki przesłuchań I etapu w formie wykazu średnich arytmetycznych ocen, uszeregowanych od najwyższej do najniższej, jednak bez nazwisk uczestników. Po ustaleniu przez jury liczby uczestników dopuszczonych do II etapu, dyrektor konkursu podał listę uczestników w porządku alfabetycznym. Podobna procedura nastąpiła po II i III etapie. Po zakończeniu finału dyrektor konkursu przedstawił jury sumy średnich arytmetycznych ocen uzyskanych przez uczestników finału we wszystkich etapach i finale, po czym podjęto decyzję w sprawie rozdziału nagród. Zgodnie z Regulaminem IX Konkursu Chopinowskiego warunkiem zdobycia I nagrody było uzyskanie łącznie ze wszystkich III etapów i finału przynajmniej 88 punktów na 100 możliwych.

## Konkurs

### Koncert inauguracyjny
6 października w sali Filharmonii Narodowej odbyła się ceremonia inauguracji IX Konkursu Chopinowskiego, uroczystym koncertem orkiestry i chóru Filharmonii Narodowej pod dyrekcją Witolda Rowickiego, z udziałem solistów: skrzypków Henryka Szerynga i Bogusława Bruczkowskiego oraz Kazimierza Pustelaka (tenor). W programie koncertu znalazły się następujące utwory: uwertura do opery Leszek Biały, Józefa Elsnera; Koncert skrzypcowy D-dur op. 61, Ludwiga van Beethovena i balet Harnasie, Karola Szymanowskiego oraz koncert na dwoje skrzypiec Antonia Vivaldiego.

### I etap
Przesłuchania konkursowe odbyły się w dwóch sesjach przedpołudniowej i popołudniowej w kolejności alfabetycznej, począwszy od wylosowanej wcześniej litery „E”. Jako pierwsza 7 października w sesji przedpołudniowej wystąpiła reprezentantka Mongolii Gonchigsumlaa Erdenechimeg, grając jako pierwszy utwór Nokturn E-dur. Podczas przesłuchań tego etapu (12 października) zdarzył się incydent eksplodującego reflektora podczas występu Amerykanina Davida Rubinsteina, ale nie przeszkodziło mu to w kontynuacji gry repertuarowej. Przesłuchania tego etapu (16 października) zakończyła Angielka polskiego pochodzenia Maria Czyrek. 

### II etap
17 października jury po wysłuchaniu występujących pianistów w pierwszym etapie, podjęło decyzję o dopuszczeniu do II etapu 34 pianistów z 12 krajów (w tym 5 Polaków). Podobnie jak w poprzednim etapie pianiści występowali kolejno w dwóch sesjach przedpołudniowej i popołudniowej. Jako pierwszy rozpoczął przesłuchania tego etapu (18 października) Francuz Jean-Gabriel Ferlan. 
| Lp. | Uczestnik           | Kraj           |
| 1.  | André Boainain      | Brazylia       |
| 2.  | Diana Kacso         | Brazylia       |
| 3.  | Petr Slavík         | Czechosłowacja |
| 4.  | Tomáš Višék         | Czechosłowacja |
| 5.  | Jean-Gabriel Ferlan | Francja        |
| 6.  | Mioko Kato          | Japonia        |
| 7.  | Hiroko Miki         | Japonia        |
| 8.  | Keiko Nishida       | Japonia        |
| 9.  | Aiko Okamoto        | Japonia        |
| 10. | Reitei Yoh          | Japonia        |
| 11. | John Hendrickson    | Kanada         |
| 12. | Arthur Ozolins      | Kanada         |

| Lp. | Uczestnik               | Kraj              |
| 13. | Anna Jastrzębska        | Polska            |
| 14. | Hanna Jaszyk            | Polska            |
| 15. | Katarzyna Popowa-Zydroń | Polska            |
| 16. | Elżbieta Tarnawska      | Polska            |
| 17. | Krystian Zimerman       | Polska            |
| 18. | Dan Atanasiu            |                   |
| 19. | Dana Borşan             |                   |
| 20. | Dean Kramer             | Stany Zjednoczone |
| 21. | Neal Larrabee           | Stany Zjednoczone |
| 22. | Sheryl Swint            | Stany Zjednoczone |
| 23. | David Syme              | Stany Zjednoczone |
| 24. | William Wolfram         | Stany Zjednoczone |

| Lp. | Uczestnik         | Kraj              |
| 25. | Donald Ryan       | Trynidad i Tobago |
| 26. | Ian Hobson        | Wielka Brytania   |
| 27. | Janusz Stechley   | Wielka Brytania   |
| 28. | Pierluigi Camicia | Włochy            |
| 29. | Raimondo Campisi  | Włochy            |
| 30. | Tatjana Fied´kina |                   |
| 31. | Pawieł Giliłow    |                   |
| 32. | Dina Joffe        |                   |
| 33. | Aleksandr Urwałow |                   |
| 34. | Wiktor Wasiliew   |                   |

| Lp. | Uczestnik           | Kraj           |
| 1.  | André Boainain      | Brazylia       |
| 2.  | Diana Kacso         | Brazylia       |
| 3.  | Petr Slavík         | Czechosłowacja |
| 4.  | Tomáš Višék         | Czechosłowacja |
| 5.  | Jean-Gabriel Ferlan | Francja        |
| 6.  | Mioko Kato          | Japonia        |
| 7.  | Hiroko Miki         | Japonia        |
| 8.  | Keiko Nishida       | Japonia        |
| 9.  | Aiko Okamoto        | Japonia        |
| 10. | Reitei Yoh          | Japonia        |
| 11. | John Hendrickson    | Kanada         |
| 12. | Arthur Ozolins      | Kanada         |

| Lp. | Uczestnik               | Kraj              |
| 13. | Anna Jastrzębska        | Polska            |
| 14. | Hanna Jaszyk            | Polska            |
| 15. | Katarzyna Popowa-Zydroń | Polska            |
| 16. | Elżbieta Tarnawska      | Polska            |
| 17. | Krystian Zimerman       | Polska            |
| 18. | Dan Atanasiu            |                   |
| 19. | Dana Borşan             |                   |
| 20. | Dean Kramer             | Stany Zjednoczone |
| 21. | Neal Larrabee           | Stany Zjednoczone |
| 22. | Sheryl Swint            | Stany Zjednoczone |
| 23. | David Syme              | Stany Zjednoczone |
| 24. | William Wolfram         | Stany Zjednoczone |

| Lp. | Uczestnik         | Kraj              |
| 25. | Donald Ryan       | Trynidad i Tobago |
| 26. | Ian Hobson        | Wielka Brytania   |
| 27. | Janusz Stechley   | Wielka Brytania   |
| 28. | Pierluigi Camicia | Włochy            |
| 29. | Raimondo Campisi  | Włochy            |
| 30. | Tatjana Fied´kina |                   |
| 31. | Pawieł Giliłow    |                   |
| 32. | Dina Joffe        |                   |
| 33. | Aleksandr Urwałow |                   |
| 34. | Wiktor Wasiliew   |                   |

### III etap
23 października jury podjęło decyzję o dopuszczeniu do przesłuchań III etapu 14 pianistów z 6 krajów (w tym 3 Polaków).
| Lp. | Uczestnik               | Kraj              |
| 1.  | Diana Kacso             | Brazylia          |
| 2.  | John Hendrickson        | Kanada            |
| 3.  | Katarzyna Popowa-Zydroń | Polska            |
| 4.  | Elżbieta Tarnawska      | Polska            |
| 5.  | Krystian Zimerman       | Polska            |
| 6.  | Dan Atanasiu            | Rumunia           |
| 7.  | Dean Kramer             | Stany Zjednoczone |
| 8.  | Neal Larrabee           | Stany Zjednoczone |
| 9.  | William Wolfram         | Stany Zjednoczone |
| 10. | Tatjana Fied´kina       | ZSRR              |
| 11. | Pawieł Giliłow          | ZSRR              |
| 12. | Dina Joffe              | ZSRR              |
| 13. | Aleksander Urwałow      | ZSRR              |
| 14. | Wiktor Wasiliew         | ZSRR              |

| Lp. | Uczestnik               | Kraj              |
| 1.  | Diana Kacso             | Brazylia          |
| 2.  | John Hendrickson        | Kanada            |
| 3.  | Katarzyna Popowa-Zydroń | Polska            |
| 4.  | Elżbieta Tarnawska      | Polska            |
| 5.  | Krystian Zimerman       | Polska            |
| 6.  | Dan Atanasiu            | Rumunia           |
| 7.  | Dean Kramer             | Stany Zjednoczone |
| 8.  | Neal Larrabee           | Stany Zjednoczone |
| 9.  | William Wolfram         | Stany Zjednoczone |
| 10. | Tatjana Fied´kina       | ZSRR              |
| 11. | Pawieł Giliłow          | ZSRR              |
| 12. | Dina Joffe              | ZSRR              |
| 13. | Aleksander Urwałow      | ZSRR              |
| 14. | Wiktor Wasiliew         | ZSRR              |

### Finał
Po wysłuchaniu wszystkich uczestników trzeciego etapu jury dopuściło 7 pianistów do występów finałowych, w tym dwóch Polaków. Pianiści w finale mieli do wyboru wykonanie jednego z Koncertów fortepianowych Fryderyka Chopina: (f-moll op. 21 lub e-moll op. 11) wraz z towarzyszącą im Wielką Orkiestrą Symfoniczną Polskiego Radia i Telewizji pod batutą Jerzego Maksymiuka. Z powodu choroby z przesłuchań finałowych wycofała się Elżbieta Tarnawska.
| Lp. | Finalista          | Kraj              |
| 1.  | Diana Kacso        | Brazylia          |
| 2.  | Elżbieta Tarnawska | Polska            |
| 3.  | Krystian Zimerman  | Polska            |
| 4.  | Dean Kramer        | Stany Zjednoczone |
| 5.  | Tatjana Fied´kina  | ZSRR              |
| 6.  | Pawieł Giliłow     | ZSRR              |
| 7.  | Dina Joffe         | ZSRR              |

| Lp. | Finalista          | Kraj              |
| 1.  | Diana Kacso        | Brazylia          |
| 2.  | Elżbieta Tarnawska | Polska            |
| 3.  | Krystian Zimerman  | Polska            |
| 4.  | Dean Kramer        | Stany Zjednoczone |
| 5.  | Tatjana Fied´kina  | ZSRR              |
| 6.  | Pawieł Giliłow     | ZSRR              |
| 7.  | Dina Joffe         | ZSRR              |

### Koncert laureatów
29 października o godz 19:30 rozpoczęła się w sali Filharmonii Narodowej ceremonia zakończenia IX Konkursu  Chopinowskiego. Listę laureatów odczytał dyrektor międzynarodowych konkursów chopinowskich Wiktor Weinbaum, a trofea nagrodzonym wręczył przewodniczący zespołu jury Kazimierz Sikorski. Następnie od VI do I miejsca kolejno występowali w repertuarze chopinowskim wszyscy nagrodzeni laureaci finału.

## Nagrody i wyróżnienia
28 października w późnych godzinach wieczornych jury podjęło ostateczne decyzje o wynikach konkursu. Zdobywcy trzech pierwszych miejsc zostali uhonorowani medalami. Wszyscy finaliści otrzymali stosownie do zajętego miejsca bądź wyróżnienia odpowiednią nagrodę finansową. Zgodnie z regulaminem nagrodzeni zobowiązani byli do udziału w kończącym konkurs, koncercie laureatów. 
| Nagrody główne               |                         |                   |                                   |
| Nagroda                      | Laureat                 | Kraj              | Fundator nagrody                  |
| złoto                        | Krystian Zimerman       | Polska            | Minister Kultury i Sztuki         |
| srebro                       | Dina Joffe              | ZSRR              | Minister Kultury i Sztuki         |
| brąz                         | Tatjana Fied´kina       | ZSRR              | Minister Kultury i Sztuki         |
| 4                            | Pawieł Giliłow          | ZSRR              | Minister Kultury i Sztuki         |
| 5                            | Dean Kramer             | Stany Zjednoczone | Minister Kultury i Sztuki         |
| 6                            | Diana Kacso             | Brazylia          | Minister Kultury i Sztuki         |
| Wyróżnienia                  |                         |                   |                                   |
| Wyróżniony                   | Wyróżniony              | Kraj              | Fundator nagrody                  |
| Dan Atanasiu                 | Dan Atanasiu            | Rumunia           | Minister Kultury i Sztuki         |
| John Hendrickson             | John Hendrickson        | Kanada            | Minister Kultury i Sztuki         |
| Neal Larrabee                | Neal Larrabee           | Stany Zjednoczone | Minister Kultury i Sztuki         |
| Katarzyna Popowa-Zydroń      | Katarzyna Popowa-Zydroń | Polska            | Minister Kultury i Sztuki         |
| Elżbieta Tarnawska           | Elżbieta Tarnawska      | Polska            | Minister Kultury i Sztuki         |
| Aleksandr Urwałow            | Aleksandr Urwałow       | ZSRR              | Minister Kultury i Sztuki         |
| Wiktor Wasiliew              | Wiktor Wasiliew         | ZSRR              | Minister Kultury i Sztuki         |
| William Wolfram              | William Wolfram         | Stany Zjednoczone | Minister Kultury i Sztuki         |
| Nagrody Specjalne            |                         |                   |                                   |
| Nagroda                      | Nagrodzony              | Kraj              | Fundator nagrody                  |
| Najlepsze wykonanie poloneza | Krystian Zimerman       | Polska            | Towarzystwo im. Fryderyka Chopina |
| Najlepsze wykonanie mazurków | Krystian Zimerman       | Polska            | Polskie Radio                     |